# Vermetus
Vermetus là một chi ốc biển, là động vật thân mềm chân bụng sống ở biển trong họ Vermetidae.

## Các loài
Các loài trong chi Vermetus gồm có:
- Vermetus afer (Gmelin, 1791)[2]
- Vermetus alii Hadfield & Kay, 1972[3]
- Vermetus cristatus Biondi, 1857[4]: đồng nghĩa của Dendropoma petraeum
- Vermetus enderli Schiaparelli & Metivier, 2000[5]
- Vermetus eruca (Lamarck, 1818)[6]
- Vermetus gigas Bivona in Philippi, 1836[7]: đồng nghĩa của Serpulorbis arenarius
- Vermetus goreensis (Gmelin, 1791)[8]
- Vermetus granulatus (Gravenhorst, 1831)[9]
- Vermetus intestinalis (Gmelin, 1791)[10]
- Vermetus masier Deshayes, 1843[11]
- Vermetus rugulosus Monterosato, 1878[12]
- Vermetus selectus (Monterasato, 1892)[13]
- Vermetus semisurrectus Bivona Ant., 1832[14]
- Vermetus triquetrus Bivona Ant., 1832[15]